# Nyctophobie
La nyctophobie (également appelée kénophobie et scotophobie) désigne une phobie caractérisée par une peur intense de l'obscurité. Elle est déclenchée par l'ignorance de ce qui pourrait arriver dans un environnement sombre, puisque la vue devient inefficace, par une peur d'être aveugle, ou encore la peur du néant après la mort. La plupart des enfants en bas âge sont nyctophobes, mais cela disparaît, généralement, au fil des années.
Peu de recherches ont été faites sur le sujet. La nyctophobie pourrait se décrire comme un état psychologique de peur permanente. La peur de l'obscurité ou de la nuit a plusieurs synonymes non-cliniques - lygophobie, scotophobie et achluophobie. La nyctophobie est une phobie généralement attribuée aux enfants, mais, conformément à l'article de J. Adrian Williams intitulé Indirect Hypnotic Therapy of Nyctophobia: A Case Report, « cette phobie peut toucher des adultes et se révèle extrêmement perturbatrice chez ces patients adultes … voire incapacitante » la nyctophobie révèle aussi la peur de ce qui s'y cache. Ils peuvent fixer un point blanc dans le noir en pensant que quelqu'un est là 
et le point blanc va commencer à trembler et a bouger. C'est-à-dire que vous pouvez très bien avoir des hallucinations quand vous êtes nyctophobe.